# ريتش روس
ريتش روس (بالإنجليزية: Rich Ross) هو مدير أمريكي، ولد في القرن العشرين في نيويورك في الولايات المتحدة.

## وصلات خارجية
- الموقع الرسمي